# Mamak
Mamak é um distrito da capital turca, Ancara e uma cidade da Província de Ancara, situada na Região da Anatólia Central no oeste da Turquia.  A cidade possui uma população de 769 331 habitantes.

## Ligações Externas
- Site Oficial do Governo do Distrito (em turco) / (em inglês)
- Site Oficial da Municipalidade Distrital (em turco) / (em inglês)